# Джоре Држич
Джоре Држич (Džore Držić МФА: [ʤɔ̝̌ːrɛ̝ dř̩ːʒiʨ], італ. Giorgio Darsa; 6 лютого 1461, Дубровник, тепер Хорватія — 26 вересня 1501, там же) — хорватський гуманістичний поет і драматург, один зі «стовпів»-родоначальників хорватської літератури, представник Далматинського Ренесансу.
Цей поважний громадянин Дубровника був дядьком видатного хорватського драматурга Марина Држича. Закінчив гуманістичну школу в Дубровнику, а потім вивчав право в Італії, в 1487 році нарешті став священиком. Був настоятелем храму Всіх Святих у Дубровнику і канцлером міського голови (каптола). Збереглися свідчення про нього, як одного з найкращих ораторів у своєму місті свого часу.
Літературні заслуги Джоре Држича важко переоцінити — він відомий як перший хорватський драматург. Сучасник поета Марка Марулича, Дж. Држич створив поетичний опус, який став першим вираженням мовної форми, яка в прийдешньому стане хорватською літературною нормою. Його еклога Radmio і Ljubmir, написана наприкінці XV століття, стала першою хорватською п'єсою на світську тему, що знаменувало новий етап у історії розвитку хорватського театру.
«Любовні вірші» (Pjesni ljuvene) Джоре Држича є петраркістськими, вони були надзвичайно популярними свого часу в Дубровнику. Місцевий аристократ Нікша Раніна (Nikša Ranjina) включив їх і поезії Шишка Менчетича у першу хорватську поетичну антологію.